# Stenotaphrum micranthum
Stenotaphrum micranthum là một loài thực vật có hoa trong họ Hòa thảo. Loài này được (Desv.) C.E.Hubb. miêu tả khoa học đầu tiên năm 1940.